# Oporinia
Oporinia är ett släkte av fjärilar. Oporinia ingår i familjen mätare.

## Dottertaxa tillOporinia, i alfabetisk ordning[1]
- Oporinia addendaria
- Oporinia albescens
- Oporinia albilineata
- Oporinia alticolaria
- Oporinia altivagata
- Oporinia approximaria
- Oporinia autumnaria
- Oporinia autumnata
- Oporinia autumnus
- Oporinia bellieri
- Oporinia bicinctata
- Oporinia bifasciata
- Oporinia brevipennis
- Oporinia brunnescens
- Oporinia christyi
- Oporinia clara
- Oporinia coarctata
- Oporinia dayi
- Oporinia dilutata
- Oporinia disjuncta
- Oporinia distincta
- Oporinia extensa
- Oporinia faenaria
- Oporinia filigrammaria
- Oporinia fimbriata
- Oporinia fraxinaria
- Oporinia gueneata
- Oporinia henshawi
- Oporinia impluviata
- Oporinia impuncta
- Oporinia inscriptata
- Oporinia intermedia
- Oporinia latifasciata
- Oporinia lofthousei
- Oporinia margaritata
- Oporinia melana
- Oporinia mixta
- Oporinia nebulata
- Oporinia neglectata
- Oporinia nigerrima
- Oporinia nigra
- Oporinia oblita
- Oporinia obscura
- Oporinia obscurata
- Oporinia omicrata
- Oporinia omissa
- Oporinia ovulariata
- Oporinia pallescens
- Oporinia pallida
- Oporinia pinivoraria
- Oporinia polata
- Oporinia precursaria
- Oporinia pulchraria
- Oporinia regressa
- Oporinia rittichi
- Oporinia robsoni
- Oporinia rungei
- Oporinia sandbergi
- Oporinia schimae
- Oporinia schneideri
- Oporinia significata
- Oporinia similis
- Oporinia tangens
- Oporinia tectata
- Oporinia terminassianae
- Oporinia tunkunata
- Oporinia typica
- Oporinia umpuncta
- Oporinia undulata
- Oporinia unicinctata
- Oporinia unicolorata
- Oporinia ventilata
- Oporinia virgata
- Oporinia viridipurpurescens